# Ultrakurzformat
Ultrakurzformat (UKF) ist ein von HL7 Deutschland entwickelter Standard zur Kommunikation und Speicherung von Gesundheitsdaten. Das UKF ist ein auf FHIR basierender Standard, dessen Repräsentationsform in XML und JSON dargestellt werden kann. Es wird vor allem dann verwendet, wenn Speicher oder Bandbreite stark begrenzt ist.

## Aufbau
Das Ultrakurzformat (UKF) basiert auf FHIR und den dort definierten Profilen wie zum Beispiel Patient, AllergyIntolerance und MedicationStatement. Dabei wurden die üblichen Aspekte und Freiheiten in den Resources zunächst eingeschränkt und vorab in den Kurzformat-FHIR-Profilen festgelegt, dass die eigentlichen Instanzen („die Daten“) außerordentlich kurz gehalten werden können.
Das Ultrakurzformat reduziert dann von den FHIR-Profil-Definitionen ausgehend schließlich auf sehr kurze XML-Elemente und -Attribute, die in einer eins-zu-eins Beziehung zum zugrundeliegenden FHIR-Profil stehen. Dadurch können FHIR-Instanzen, die nach den Kurzformat-FHIR-Profilen erstellt sind und die Ultrakurzformat-Instanzen leicht ineinander überführt werden (Bijektivität).
Als Beispiel sei hier genannt, dass man bei der Übermittlung von Codes immer mit angeben muss, aus welchem Codesystem der Code entnommen wurde. Anders ließe sich der Code nicht korrekt interpretieren. Wird nun vorab (im Kurzformat-FHIR-Profil) festgelegt, dass an bestimmten Stellen nur Codes aus ganz bestimmten Codesystemen zur Anwendung kommen dürfen, erübrigt sich die Mitlieferung des Codesystems in der Instanz selbst (so genannte „kurze Terminologiebindung“).
Beispiel für die Übertragung eines Körpergewichts in kg:
| <Observation> <meta> <profile value="http://fhir.hl7.de/.../observation"/> </meta> <status value="final"/> <code> <coding> <system value="http://loinc.org"/> <code value="3142-7"/> <display value="Body weight"/> </coding> </code> <valueQuantity> <value value="89"/> <unit value="kg"/> <system value="http://unitsofmeasure.org"/> <code value="kg"/> </valueQuantity> </Observation> | <O w="89" .../> |

@w = Gewicht [kg], Druck "Gew.: x kg"

## Transformierbarkeit
Prinzipiell lässt sich das UKF sowohl von FHIR als auch über CDA Instanzen über eine Transformation in das Ultrakurzformat (beide jeweils auf XML oder JSON Basis) überführen (und umgekehrt). Beide sind wiederum für Datenträger mit geringer Kapazität wie zum Beispiel Barcode, aber auch die eGK oder im Umfeld Mobiler Apps (Bandbreitenproblematik) geeignet.

## Implementierungen
Aktuell wird das UKF als Komponente des Medikationsplans verwendet. Sowohl das CDA-Format als auch das Kurzformat bzw. Ultrakurzformat sollen im von EFRE geförderten NRW-Projekt „Medikationplan 2.0plus“ im Echtbetrieb weiter getestet werden.
Auch für weitere Kommunikationsszenarien wie z. B. AMTS bietet das UKF eine Grundlage.